# Трубопроводы Big Inch и Little Big Inch
Трубопроводы Большой Дюйм (англ. Big Inch) и Малый Большой Дюйм (англ. Little Big Inch) — магистральные трубопроводы для перекачки нефти и нефтепродуктов, построенные в США во время Второй мировой войны. На момент завершения строительства являлись самыми протяженными трубопроводами в мире. Впервые в истории при постройке трубопроводов были использованы трубы диаметром 20 и 24 дюйма (508 мм и 610 мм соответственно). Использование труб большого диаметра обусловило названия, присвоенные трубопроводам.

## Предпосылки
К началу Второй мировой войны 95 % нефти, перерабатываемой на заводах восточного побережья США, доставлялась туда по морю. 90 % этой нефти добывалось на месторождениях Техаса. Концепция постройки трубопроводов, связывающих нефтяные месторождения Техаса с северо-восточным регионом Соединенных Штатов, возникла весной 1940 года в связи с началом Второй Мировой войны. Однако до начала 1942 года эта идея не доходила до практического воплощения в связи со значительным количеством стали, необходимым для реализации столь масштабного проекта. Ситуация изменилась в начале 1942 года — после объявления Германией войны Соединенным Штатам. В период с января по апрель 1942 г. немецким подводным лодкам удалось потопить 46 нефтяных танкеров и ещё 16 танкеров было повреждено. В 1942 г. США лишились четвёртой части общего тоннажа танкеров. Среди немецких подводников этот период получил название "Второе счастливое время" или «Американский стрелковый сезон». Сложившаяся на море ситуация поставила под угрозу обеспечение нефтепродуктами городов северо-восточного побережья США. Ещё в более критической ситуации оказалась Великобритания, способность которой продолжать войну напрямую зависела от поставок топлива из Соединенных Штатов.

## Строительство
Решение о строительстве трубопроводов было окончательно одобрено Советом по военному производству 10 июня 1942 г. Для строительства и эксплуатации трубопроводов была создана некоммерческая корпорация War Emergency Pipelines (WEP), поддерживаемая консорциумом крупнейших нефтяных компаний в США.

### Маршрут трубопроводов

#### Большой дюйм
Трубопровод Большой Дюйм (610 мм) предназначался для транспортировки сырой нефти. Он брал свое начало от месторождения Ист-Тексас близ города Лонгвью, Техас. Первый участок трубопровода заканчивался в городе Норрис-Сити, штат Иллинойс, где был построен временный терминал для дальнейшей отгрузки нефти по железной дороге. Далее трубопровод был проложен до города Финиксвилл, штат Пенсильвания. Откуда разветвлялся на две ветки диаметром 510 мм. Одна служила для обеспечения нефтью Нью-Йорка и заканчивалась в Линдене , штат Нью-Джерси; вторая ветка предназначалась для Филадельфии и заканчивалась Честер Джанкшен , штат Пенсильвания.

#### Малый Большой Дюйм
Трубопровод Малый Большой Дюйм (508 мм) предназначался для транспортировки бензина и других нефтепродуктов. Трасса трубопровода пролегала от Бомонта, штат Техас, до Литл-Рока, штат Арканзас. Далее трубопровод шёл параллельно трассе Большого Дюйма, используя те же насосные станции.

### Прокладка трубопроводов
Работы по прокладке Inch-трубопроводов стартовали 26 июня 1942 года. Над проектом работало 82 компании, было задействовано в общей сложности 16 000 человек. Первые трубы на нефтепроводе Большой Дюйм были уложены 3 августа 1942 г. Работы велись одновременно 8-ю бригадами, в каждой из которых работало от 300 до 400 человек. График строительства предусматривал прокладку 8-и километров труб в день, однако вскоре монтажники укладывали ежедневно уже 14 километров труб. При строительстве трубопровода им пришлось преодолеть 33 реки и 200 ручьев. Кроме того, трубопровод имел 289 пересечений с железнодорожными путями и 626 пересечений с различными дорогами. 6 километров трубопровода было уложено по дну водоемов.
В апреле 1943 году началось строительство трубопровода Малый Большой Дюйм.

### Сдача в эксплуатацию
Трубопроводы были построены в рекордно короткие сроки. Заполнение первого участка трубопровода Большой Дюйм, который заканчивался в городе Норрис, Иллинойс, началось в канун Нового 1942 года. В Финниксвилл, Пенсильвания, первая сырая нефть поступила 14 августа 1943 года. По трубопроводу Малый Большой Дюйм бензин стал поступать в конечную точку маршрута 2 августа 1944 г.

## Значение
В начале 1942 г. только 4 % нефти и нефтепродуктов в США поставлялось потребителям при помощи трубопроводов. К концу 1944 г., после запуска в эксплуатацию Большого Дюйма и Малого Большого Дюйма, эта цифра выросла до 42 %.
Джубель Партен, директор Военного нефтяного управления, однажды сказал, что трубопроводы Большой и Малый Большой Дюйм являются частью «самого удивительного сотрудничества между правительством и промышленностью, которое когда-либо было достигнуто».
Наряду с комплексными мерами, принятыми союзниками по борьбе с немецкими подводными лодками в Атлантике, Inch-трубопроводы позволили обеспечить бесперебойный поток нефти и нефтепродуктов с юга США на север-восточное побережье и далее в Великобританию и Советский Союз.

## Послевоенное использование
В 1947 г. был проведен аукцион по продаже Inch-трубопроводов. Аукцион выиграла компания TETCO, которая была создана специально для участия в торгах. Трубопроводы обошлись компании в 143 127 000 долларов США. Это явилось самой крупной сделкой по продаже частному сектору излишков имущества военного времени. TETCO переоборудовала трубопроводы для перекачки по ним природного газа. С этой целью было построено 24 компрессорных станций. При этом, на случай нового кризиса, были сохранены старые нефтяные насосы. К январю 1949 года по трубопроводам ежесуточно перекачивалось 14 400 000 м3 природного газа. Историк Дэвид Уэйплс отмечал, что Inch-трубопроводы способствовали необычайному расширению количества потребителей природного газа после Второй мировой войны.
В 1957 году трубопровод Малый Большой Дюйм вновь был перепрофилирован для перекачки нефтепродуктов.
В настоящее время трубопровод Большой Дюйм принадлежит компании Spectra Energy Partners, а Малый Большой Дюйм — Enterprise Products. Оба трубопровода продолжают использоваться. При этом на западном участке магистрали сохранилось 90 % труб, уложенных во время Второй мировой войны.
Трубопроводы занесены Национальный реестр исторических мест США.